# Имунохроматография
Тестовете с латерален поток (LFT), известни също като имунохроматографски тестове с латерален поток или бързи тестове, са прости устройства, предназначени за откриване на наличието на целево вещество в течна проба, без да е необходимо специализирано и скъпо оборудване. Тези тестове намират широко приложение в медицинската диагностика за домашно тестване, тестване на място или в лаборатория. Например домашният тест за бременност е ЛФТ, който открива определен хормон. Тези тестове са прости, икономични и обикновено показват резултати за около пет до 30 минути. Много лабораторни приложения повишават чувствителността на простите ЛФТ чрез използване на допълнително специализирано оборудване.
Тестовете за ЛФТ работят на същите принципи като ензимните имуносорбентни тестове (ELISA). По същество тези тестове прекарват течната проба по повърхността на подложка с реактивни молекули, които показват визуален положителен или отрицателен резултат. Подложките се основават на поредица от капилярни легла, като например парчета пореста хартия, микроструктуриран полимер или синтерован полимер. Всяка от тези подложки има способността да пренася спонтанно течност (напр. урина, кръв, слюнка).
Подложката за проби действа като гъба и задържа излишъка от течност за проби. След като се напои, течността се насочва към втората конюгатна подложка, в която производителят е съхранил замразени биологично активни частици, наречени конюгати (вж. по-долу), в матрица от сол и захар. Конюгатната подложка съдържа всички реактиви, необходими за оптимизирана химическа реакция между целевата молекула (напр. антиген) и нейния химически партньор (напр. антитяло), който е имобилизиран върху повърхността на частицата. По този начин се маркират целевите частици, докато преминават през подложката и продължават към тестовите и контролните линии. Тестовата линия показва сигнал, често с цвят, както при тестовете за бременност. Контролната линия съдържа афинитетни лиганди, които показват дали пробата е преминала през нея и дали биомолекулите в конюгатната подложка са активни. След като премине през тези реакционни зони, течността попада в крайния порест материал – фитила, който просто изпълнява ролята на контейнер за отпадъци.
LFT могат да работят като конкурентни или сандвич тестове.

## Описание

### Цветни частици
По принцип могат да се използват всякакви цветни частици, но най-често се използват латекс (син цвят) или златни частици с нанометричен размер (червен цвят). Златните частици са червени на цвят поради локализирания повърхностен плазмонен резонанс. Могат да се използват и флуоресцентни или магнитно маркирани частици, които обаче изискват използването на електронен четец за оценка на резултата от теста.

### Сандвич тестове
Разлика между форматите за сандвич анализ и конкурентен анализ при тестовете за латерален поток.
Сандвич тестовете обикновено се използват за по-големи аналити, тъй като те обикновено имат множество места за свързване. Когато пробата мигрира през теста, тя първо се сблъсква с конюгат, който представлява антитяло, специфично за целевия аналит, маркирано с визуален етикет, обикновено колоидно злато. Антителата се свързват с целевия аналит в пробата и мигрират заедно, докато достигнат тестовата линия. Тестовата линия съдържа също така имобилизирани антитела, специфични за целевия аналит, които се свързват с мигриралите молекули на конюгата, свързани с аналита. След това тестовата линия показва визуална промяна, дължаща се на концентрирания визуален маркер, като по този начин потвърждава наличието на целевите молекули. По-голямата част от сандвич анализите имат и контролна линия, която се появява независимо дали целевият аналит присъства или не, за да се гарантира правилното функциониране на подложката за латерален поток.
Бързият и евтин сандвич анализ обикновено се използва за домашните тестове за бременност, които откриват човешки хорионгонадотропин, hCG, в урината на бременни жени.

### Конкурентни тестове
Конкурентните анализи обикновено се използват за по-малки аналити, тъй като по-малките аналити имат по-малко места за свързване. Пробата първо се сблъсква с антитела към целевия аналит, маркирани с визуален етикет (цветни частици). Тестовата линия съдържа целевия аналит, фиксиран на повърхността. Когато целевият аналит отсъства от пробата, несвързаните антитела ще се свържат с тези фиксирани молекули на аналита, което означава, че ще се появи визуален маркер. Обратно, когато целевият аналит присъства в пробата, той се свързва с антителата, за да им попречи да се свържат с фиксирания аналит в тестовата линия, и по този начин не се показва визуален маркер. Това се различава от сандвич-анализите по това, че липсата на ивица означава, че аналитът е налице.

### Количествени тестове
Повечето тестове на ЛФТ са предназначени да работят на чисто качествена основа. Въпреки това е възможно да се измери интензитетът на тестовата линия, за да се определи количеството на аналита в пробата. Няколко компании използват преносими диагностични устройства, известни като четци на латерален поток, за да осигурят напълно количествен резултат от анализа. Чрез използване на уникални дължини на вълните на светлината за осветяване в съчетание с CMOS или CCD технология за откриване може да се получи богато на сигнали изображение на действителните тестови линии. Използвайки алгоритми за обработка на изображения, специално разработени за конкретния тип тест и среда, интензитетът на линиите може да бъде съотнесен към концентрациите на аналита. Една такава портативна платформа за устройство за латерален поток се произвежда от Detekt Biomedical L.L.C.. Алтернативните неоптични техники също могат да отчитат количествени резултати от анализите. Един такъв пример е магнитен имуноанализ (MIA) във формата на LFT, който също позволява получаването на количествен резултат. Намаляването на вариациите в капилярното изпомпване на течността на пробата е друг подход за преминаване от качествени към количествени резултати. В последните години например е демонстрирано капилярно изпомпване с постоянен дебит, независим от вискозитета и повърхностната енергия на течността.
Мобилните телефони показаха, че имат голям потенциал за количествено определяне при анализи на латерален поток, като използват не само камерата на устройството, но и светлинния сензор или енергията, осигурявана от батерията на мобилния телефон.

### Контролна линия
Макар и да не е строго необходимо, повечето тестове включват втора линия, която съдържа антитяло, улавящо свободен латекс или злато, за да се потвърди, че тестът е работил правилно.

### Извличане на кръвна плазма
Тъй като интензивният червен цвят на хемоглобина пречи на отчитането на диагностичните тестове, базирани на колориметрична или оптична детекция, отделянето на кръвната плазма е често срещана първа стъпка за повишаване на точността на диагностичния тест. Плазмата може да се извлече от цяла кръв чрез интегрирани филтри или чрез аглутинация.

### Бързина и простота
Времето за получаване на резултата от теста е ключов фактор за тези продукти. Разработването на тестовете може да отнеме само няколко минути. Обикновено съществува компромис между време и чувствителност: разработването на по-чувствителни тестове може да отнеме повече време. Другото ключово предимство на този формат тестове в сравнение с други имуноанализи е простотата на теста, тъй като обикновено не се изисква почти никаква подготовка на пробата или реагента.

## Приложения
Тестовете с латерален поток имат широк спектър от приложения и могат да изследват различни проби като урина, кръв, слюнка, пот, серум и други течности. Понастоящем те се използват от клинични лаборатории, болници и лекари за бързи и точни тестове за специфични целеви молекули и генна експресия. Други приложения на тестовете с латерален поток са безопасността на храните и околната среда и ветеринарната медицина за химикали като болести и токсини. LFT се използват често и за идентифициране на болести като ебола, но най-разпространеният LFT е домашният тест за бременност.

## Изследване на COVID-19
Тестовете с латерален поток играят решаваща роля в тестването на COVID-19, тъй като имат предимството да дават резултат за 15 – 30 минути. Систематичната оценка на тестовете за латерален поток по време на пандемията COVID-19 беше започната в Оксфордския университет като част от сътрудничеството на Обединеното кралство с Public Health England. Започналото през юни 2020 г. в Обединеното кралство проучване FALCON-C19 потвърди чувствителността на някои устройства за латерален поток (LFD) в тази обстановка. Четири от 64-те тествани LFD имаха желани характеристики на работа; по-специално бързият качествен тест за антиген на SARS-CoV-2 Innova беше подложен на разширена клинична оценка в полеви проучвания и беше установено, че има добра детекция/чувствителност на вирусен антиген с отлична специфичност, въпреки че процентът на неизправност на комплекта и въздействието на обучението са потенциални проблеми. След оценката правителството на Обединеното кралство реши през януари 2021 г. да открие средни училища в Англия, в които учениците и учителите да правят ежедневно LFT, което е част от така наречената „операция Moonshot“. На 19 януари 2021 г. обаче MHRA не разреши ежедневните тестове с бърз обрат като алтернатива на самоизолирането.
LFT са използвани за масово тестване за COVID-19 в световен мащаб и допълват други мерки за обществено здраве за COVID-19.
Някои учени извън правителството изразиха сериозни опасения относно използването на ЛФД на Innova за скрининг за COVID. Според Джон Дикс, професор по биостатистика в университета в Бирмингам, Англия, тестът Innova е „напълно неподходящ“ за тестване в общността: „тъй като тестът може да пропусне до половината от случаите, отрицателният резултат от теста показва намален риск от Covid, но не изключва Covid“. След критиките на експертите и липсата на разрешение от страна на регулаторния орган, правителството на Обединеното кралство „спря“ ежедневното провеждане на LFT в английските училища в средата на януари 2021 г.